# 성남동 (성남시)
성남동(城南洞)은 대한민국 경기도 성남시 중원구의 동이다. 지역 주민들은 동명 보다는 모란(牡丹)이라고 부른다.
이름의 유래는 성남시가 개발되기 전에 가장 먼저 개척되었던 지역이므로 성남시의 상징이 되어야 한다고 해서 성남(城南)의 명칭을 그대로 붙인데서 연유한다.

## 역사
조선시대 광주군 세촌면의 일부였다. 1914년 일본 제국 조선총독부에 의해 행정구역 통폐합에 따라 중부면에 편입되었고 이 지역은 탄리(炭理)가 되었다.
1961년에는 군인 출신인 김창숙의 주도로 모란개척단이 세워져 재향군인회 모란단지가 개척되면서 시가지가 형성되었다. 이로 인해 지금까지 성남동 지역을 "모란"이라고 부르며, 모란 민속장과 모란역의 유래가 된다.
1964년 2월 중부면에 광주군 성남출장소가 세워졌다. 1971년 9월 경기도 성남출장소로 승격되었다.
1973년 7월 경기도 성남출장소가 성남시로 승격됨에 따라 탄리를 성남·신흥·태평·중동의 4동으로 분리되었다. 

## 법정동
- 성남동(城南洞)

## 주요 시설
- 모란민속장
- 성남종합운동장
- 성남실내체육관
- 성남시중원도서관
- 중원구청

## 교통
- ● 수도권 전철 8호선
  - 수진역
- ● 수도권 전철 수인·분당선
● 수도권 전철 8호선
  - 모란역

## 교육
- 성남중앙초등학교
- 동광중학교
- 성일중학교
- 성남중학교
- 성남고등학교
- 성남여자고등학교
- 동광고등학교
- 성일정보고등학교
- 성일고등학교